# محوطه کانی میمز
محوطه کانی میمز مربوط به دوره اشکانیان است و در شهرستان اسلام‌آبادغرب، بخش مرکزی، دهستان حومه شمالی، ۵۰۰ متری شمال شرقی روستای تپه گله علیا واقع شده و این اثر در تاریخ ۲۶ اسفند ۱۳۸۷ با شمارهٔ ثبت ۲۵۶۷۹ به‌عنوان یکی از آثار ملی ایران به ثبت رسیده است.